# Wilhelm Jansen (Märtyrer)
Wilhelm Jansen (* 27. Oktober 1888 in Monschau; † 13. Juni 1942 im KZ Dachau) war ein deutscher römisch-katholischer Buchdrucker und Märtyrer.

## Leben
Wilhelm Jansen wuchs als Sohn eines Schlossers in Monschau in der Eifel auf und lernte das Buchdruckerhandwerk. Er ging nach Aachen und war dort Buchbinder, Schriftsetzer, Faktor und schließlich ab 1935 Buchdruckereibesitzer. Als katholischer Sozialdemokrat verhalf er mit seiner Ehefrau 1939 einer jüdischen Familie zur Flucht nach Holland und begann 1941, nachts Predigten des Kardinals von Galen zu drucken. Nach Denunziation wurde er (wie auch seine Ehefrau) Ende November 1941 verhaftet. Am 10. April 1942 kam er von dem Aachener Gefängnis in das KZ Dachau (Häftlingsnummer: 29.702). Dort starb er am 13. Juni 1942 im Alter von 53 Jahren. Seine Ehefrau Karoline Jansen überlebte das KZ Ravensbrück und starb 1963.

## Gedenken
Die Römisch-katholische Kirche in Deutschland hat Wilhelm Jansen als Märtyrer aus der Zeit des Nationalsozialismus in das deutsche Martyrologium des 20. Jahrhunderts aufgenommen. In Monschau ist seit 1975 eine Straße nach ihm benannt.